# 中臣熊凝五百嶋
中臣熊凝 五百嶋（なかとみのくまこり の いおしま、生没年不詳）は、奈良時代の貴族。氏姓は中臣熊凝連のち中臣熊凝朝臣、熊凝朝臣。官位は従五位下・皇后宮亮。

## 出自
中臣熊凝氏（中臣熊凝連）は中臣氏の復姓氏族だが、出自は神饒速日命の孫である味瓊杵田命の後裔で物部氏族に属する天孫系氏族。氏の呼称は大和国平群郡熊凝（現在の奈良県大和郡山市額田部）または摂津国西成郡熊凝（現在の大阪市中央区付近）の地名に由来する。

## 経歴
元正朝の養老3年（719年）中臣熊凝古麻呂ら7人が連姓から朝臣姓に改姓した際、五百嶋も同時に改姓したか。
聖武朝の天平9年（737年）外従五位下・皇后宮員外亮に叙任され、光明皇后に仕える。翌天平10年（738年）閏7月に摂津亮に転じるが、8月には皇后宮亮として早くも皇后宮職の官人に復任している。天平14年（742年）聖武天皇が皇后宮に出御して五位以上の官人と宴席を開いた際、五百嶋は内位の従五位下に叙せられた。天平17年（745年）氏の中臣熊凝朝臣から中臣の字を除いて熊凝朝臣に改姓されている。

## 官歴
『続日本紀』による。
- 養老3年（719年） 5月15日：連姓から朝臣姓に改姓
- 時期不詳：正六位上
- 天平9年（737年） 8月28日：外従五位下。12月23日：皇后宮員外亮（皇后・藤原安宿媛）
- 天平10年（738年） 閏7月7日：摂津亮。8月10日：皇后宮亮
- 天平14年（742年） 4月20日：従五位下（内位）
- 天平17年（745年） 8月9日：中臣熊凝朝臣から熊凝朝臣に改姓